# Sabrina Wittmann
Sabrina Wittmann (* 19. Juli 1991 in Ingolstadt) ist eine deutsche Fußballtrainerin und ehemalige -spielerin. Sie trainiert seit Mai 2024 den FC Ingolstadt 04 und ist damit erste Cheftrainerin im deutschen Männer-Profifußball.

## Karriere

### Spielerin
Nach eigenen Aussagen begann Sabrina Wittmann, mit ihrem fünf Jahre jüngeren Bruder Fußball zu spielen. In einem Familienurlaub im Juni 2003 in Kalabrien sei sie zufällig von Miroslav Klose beobachtet worden, der eine Begabung erkannt und ihre Eltern dazu überredet habe, sie bei einem Fußballverein anzumelden.
Wittmann begann das Fußballspielen im Verein im Jahr 2005 in Kipfenberg im oberbayerischen Landkreis Eichstätt im Ortsteil Biberg beim dort ansässigen SC Steinberg.
Sie spielte in der Frauen-Landesliga Bayern Süd für den FC Ingolstadt 04, mit dem ihr 2012 der Aufstieg in die Frauen-Bayernliga gelang. Zur Rückrunde der Saison 2013/14 wechselte sie zur SpVgg Greuther Fürth. Im Sommer 2014 ging die Außenverteidigerin zum FC Stern München und eine Saison (2015/16) später zum SC Amicitia München, für den sie bis 2024 aktiv spielte.

### Trainerin
Bei einem Aufenthalt in den Vereinigten Staaten im Jahr 2008 machte Wittmann als Co-Trainerin eines Middle-School-Teams in Kentucky erste Erfahrungen als Mannschaftsleiterin. Ab 2012 trainierte sie die U-15-Juniorinnen, später auch die C-, B- und A-Junioren des FC Ingolstadt 04. Parallel dazu war sie von 2017 bis 2021 Cheftrainerin des Frauen-Teams des SC Amicitia München in der Frauen-Landesliga Bayern Süd, ab 2021 als spielende Co-Trainerin. Im August 2022 wurde sie Sportliche Leiterin im Ingolstädter Nachwuchsleistungszentrum.
In der Saison 2023/24 wurde die damalige U-19-Trainerin nach der Entlassung von Michael Köllner zur vorläufigen Cheftrainerin der Herrenmannschaft befördert und übernahm das Drittliga-Team nach dem 35. Spieltag. Wittmann ist damit die erste Cheftrainerin im deutschen Männer-Profifußball. In den verbleibenden drei Ligaspielen blieb Ingolstadt unbesiegt und konnte zudem den Bayerischen Landespokal gewinnen. Zur Saison 2024/25 wurde Wittmann von der Vereinsführung zur festen Cheftrainerin ernannt. Wittmann wurde beim Erstrundenauftritt ihrer Mannschaft gegen den 1. FC Kaiserslautern (1:2) zur ersten Cheftrainerin, die im DFB-Pokal verantwortlich war.
Wittmann arbeitete 2024 zunächst ohne die eigentlich nötige Pro-Trainerlizenz, wofür die Ingolstädter insgesamt 25.000 Euro an Bußgeldern an den DFB überweisen mussten. Da sie für den im Januar 2025 beginnenden zwölfmonatigen Trainerlehrgang zugelassen wurde, waren in der Folge keine Bußgelder mehr fällig.

## Titel
Trainerin
- Bayerische Landespokalsiegerin: 2024